# Duberria lutrix
Duberria lutrix ist eine Schlangenart aus der Gattung Duberria innerhalb der Familie Pseudoxyrhophiidae. Sie ist im Osten Subsahara-Afrikas verbreitet. Im englischen Sprachraum wird die Art als Common Slug Eater („Gemeiner Schneckenfresser“) bezeichnet.

## Merkmale
Duberria lutrix ist eine kleine Schlangenart mit einer Gesamtlänge von typischerweise 30 bis 35 cm und maximal etwa 45 cm. Die maximale Kopf-Rumpf-Länge liegt bei 36 cm für Weibchen und 35,5 cm für Männchen. Die Körperfarbe variiert zwischen Braun, Beige, Rot und Schwarz. In der Regel weist sie dorsal zwei Farbtöne auf, wobei sie median heller als lateral ist. Entlang der Wirbelsäule verläuft zudem oft eine Reihe dunkler Punkte. Die Ventralia (Bauchschuppen) sind typischerweise weiß bis gelblich mit blaugrauem Rand und dunklen Flecken.
Die Art ist ungiftig und für den Menschen ungefährlich. Sie beißt selten zu.

## Lebensweise

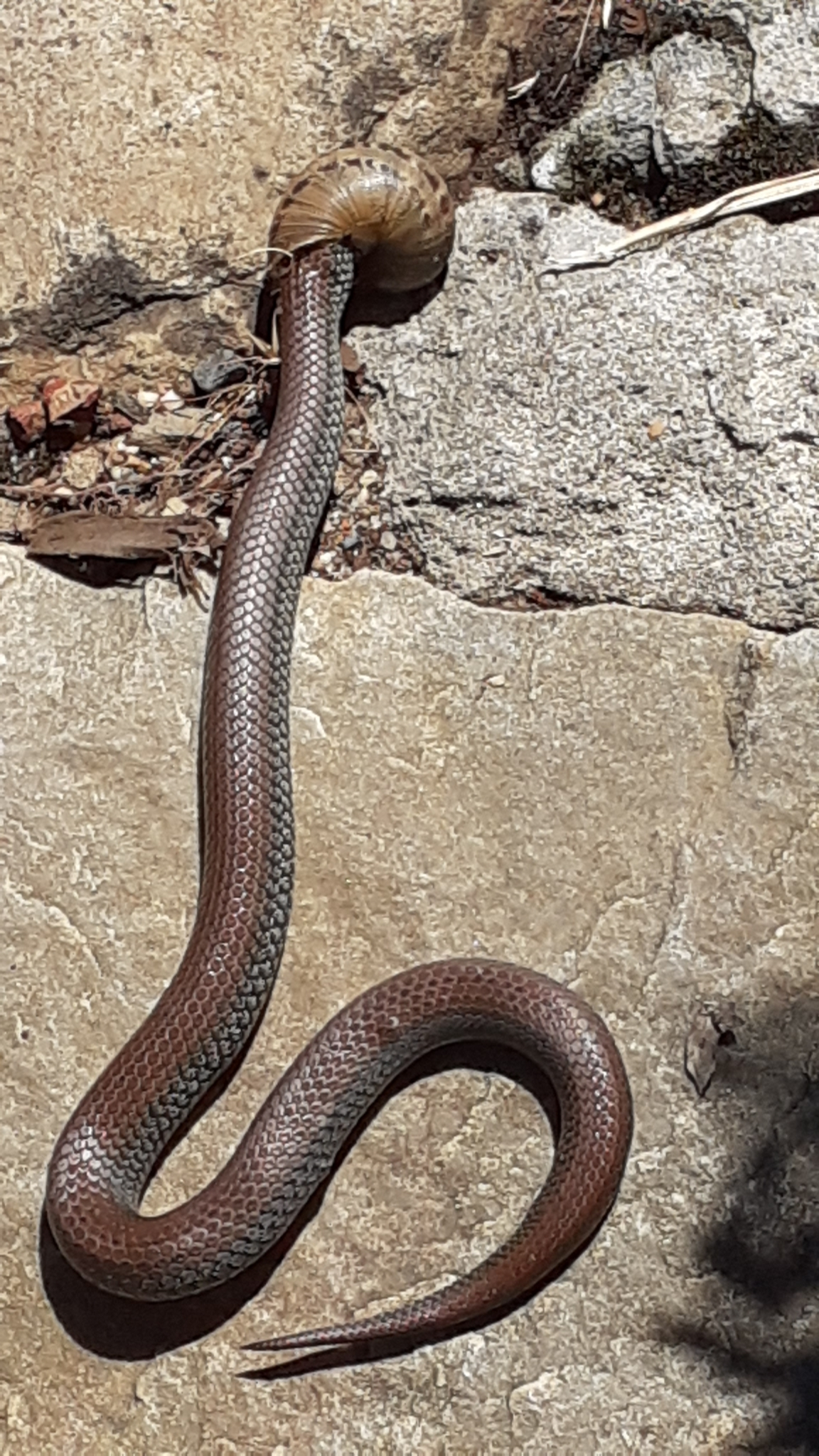
Duberria lutrix mit dem Kopf in einem Schneckenhaus

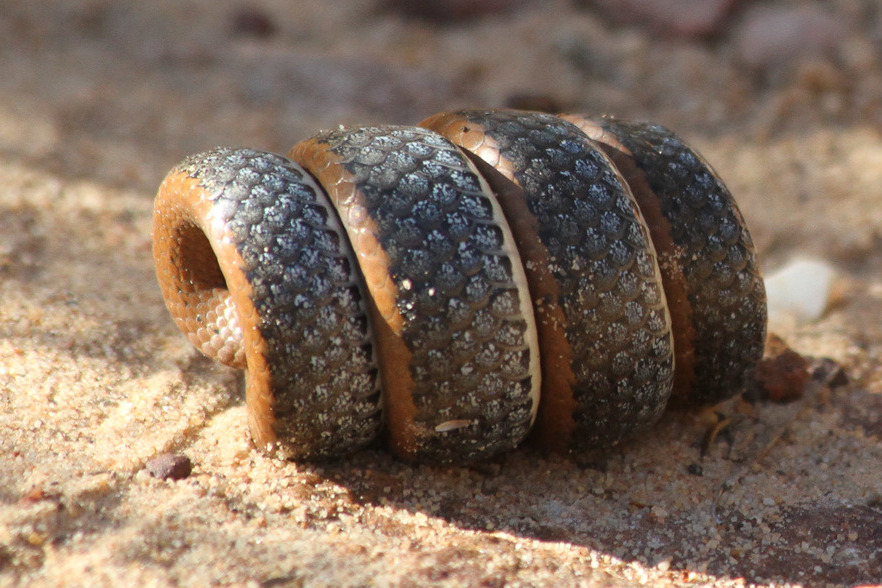
Duberria lutrix in Schutzstellung

Duberria lutrix verbirgt sich tagsüber unter Felsen, Baumstämmen und Grasbüscheln. Abends verlässt die Art ihren Unterschlupf und macht Jagd auf Schnecken, die sie aufspürt, indem sie ihren Schleimspuren folgt. Sie bewegt sich nur langsam fort. Die Schnecken werden vorne gebissen und allmählich im Ganzen gefressen. Danach wischen die Schlangen den Schleim von ihrem Kopf an Pflanzen oder dem Boden ab. Es gibt Beobachtungen, dass die Schlangen manchmal beim Fressen größerer Schnecken ersticken, wenn diese sich in ihr Haus zurückziehen und den Kopf der Schlangen dabei mit sich ziehen. Eine Bedrohung ist auch durch Menschen zum Töten von Schnecken ausgebrachtes Gift. Andererseits können die Tiere als natürliche Schädlingsbekämpfer in Gärten und auf landwirtschaftlichen Flächen dienen. Zu den natürlichen Feinden der Art zählen unter anderem Vögel, aber auch andere Schlangen wie die Quergebänderte Sandrennnatter oder die Kap-Vogelnatter. Wenn sie sich bedroht fühlt, entleert sie ihren Darm und sondert gleichzeitig eine übelriechende Substanz ab. Sie rollt sich oft zum Schutz mit dem Kopf nach innen zu einer Spirale auf, weshalb sie in Afrikaans auch Tabakrolletjie („Tabakrolle“) genannt wird. Bei ihrer Schwesterart Duberria variegata wurde dieses Einrollen dagegen nicht beobachtet.
Die Art ist ovovivipar (ei-lebendgebärend). Die Weibchen gebären im Spätsommer von Januar bis Februar 6 bis 22 Jungtiere, die bei der Nominatform D. l. lutrix eine Größe von 8 bis 9 cm haben. Die genaue Anzahl der Jungtiere ist von der Region und Größe der Weibchen abhängig. Je größer das Weibchen, desto mehr Jungtiere bringt es zur Welt. In nördlichen Subpopulationen wurden mit bis zu 12 weniger Jungtiere pro Weibchen beobachtet.
Ihr Habitat sind Grasland und Feuchtsavannen in Bergregionen mit Höhen zwischen etwa 1000 und 3100 Metern. Sie kann sich in großer Zahl auf bewässerten landwirtschaftlichen Flächen ansammeln, wo sie besonders leicht Beute findet. Auf einer Erdbeerfarm in Äthiopien gehörten 90 % der Schlangenfunde dieser Art an, während sie in angrenzendem, nicht bewässertem Grasland weniger als 5 % ausmachte.

## Verbreitung und Gefährdungsstatus
Das Verbreitungsgebiet liegt im Osten Subsahara-Afrikas. Dort erstreckt es sich über den Südosten Südafrikas (Provinzen: Westkap, Mpumalanga, Ostkap, Freistaat, Gauteng, KwaZulu-Natal und Limpopo), Eswatini, Sambia, Simbabwe, Mosambik, Tansania, Kenia, Äthiopien, Uganda, Ruanda, Burundi, die Demokratische Republik Kongo und den Südsudan. Es gibt dabei mehrere, nicht in einem zusammenhängenden Gebiet liegende Subpopulationen, die möglicherweise eigene Arten darstellen.
Die Weltnaturschutzunion (IUCN) stuft die Art aufgrund ihres großen Verbreitungsgebiets und häufigen Auftretens als nicht gefährdet (least concern) ein und den Populationstrend als stabil. Auch auf der nationalen Roten Liste Südafrikas ist sie als nicht gefährdet eingestuft.

## Systematik
Duberria lutrix ist eine von vier Arten aus der Gattung Duberria (Stand Dezember 2022). Sie wurde 1758 von Carl von Linné als Coluber Lutrix wissenschaftlich erstbeschrieben.
Synonyme:
- Coluber Lutrix Linnaeus, 1758
- Calamaria arctiventris Schlegel, 1837
- Duberria arctiventris Fitzinger, 1840
- Homalosoma lutrix Duméril & Bibron, 1854
- Cyclophis catenatus Theobald, 1868

Es werden mindestens fünf Unterarten unterschieden, die möglicherweise eigene Arten darstellen:
- Duberria lutrix abyssinica (Boulenger, 1894)
- Duberria lutrix atriventris (Sternfeld, 1912)[11]
- Duberria lutrix basilewskyi Skelton-Bourgeois, 1961
- Duberria lutrix currylindahli Laurent, 1956
- Duberria lutrix lutrix (Linnaeus, 1758)

D. l. lutrix umfasst nach molekularbiologischen Untersuchungen möglicherweise mehrere Kryptospezies, d. h. mehrere morphologisch nicht unterscheidbare Arten. Die ehemaligen Unterarten Duberria lutrix rhodesiana und Duberria lutrix shirana werden inzwischen als eigene Arten Duberria rhodesiana bzw. Duberria shirana angesehen.